# Magdalena Duch
El judici a Magdalena Duch fou un litigi de bruixeria jutjat l'any 1611 pel tribunal de Barcelona de la Inquisició espanyola contra Magdalena Duch. El desenllaç del judici va ser l'absolució, després que Duch se'n penedís i, molt probablement, després d’haver patit tortures i amenaces. Al segle xvi, en una societat impregnada per la misogínia, dones com Magdalena Duch, van ser víctimes de la Caça de bruixes i van ser acusades injustament de provocar mort i destrucció.
El judici a Magdalena Duch s'inclou en el període històric de la cacera de bruixes comprés entre els anys 1551 i 1614. En aquest període estan documentats amb detall més d'un centenar de judicis per bruixeria a Catalunya.
A mitjans del segle xvi va tenir lloc la primera gran onada repressiva a les terres centrals i meridionals del Principat, en un context d'epidèmies i carestia. Moltes de les encausades van ser aleshores condemnades a penes de mort. Només van ser absoltes, o condemnades a penes lleus, aquelles dones, com Magdalena Duch, que van poder presentar el seu cas davant el Sant Ofici de la Inquisició, amb seu a Barcelona. Magdalena Duch és una de les quatre úniques dones de l'Alt Empordà, incloses en el primer atles de la cacera de bruixes a Catalunya, promogut per la revista Sàpiens i elaborat per un grup d’experts. De les quatre dones, acusades formalment i sentenciades per bruixes, només Duch va ser absolta. L’historiador Albert Riera i Pairó ha explicat que darrera d’aquestes suposades bruixes empurdaneses hi havia dones solitàries, que vivien de manera diferent a la resta de la població, marginades, en un ambient social amarat de superstició i d’exaltació religiosa.